# Ninety-Nine Nights
N3: Ninety-Nine Nights (Coreano:나인티-나인 나이츠, Japonés: ナインティ ナイン ナイツ), o simplemente Ninety-Nine Nights, es un videojuego de rol de fantasía/estrategia desarrollado exclusivamente para Xbox 360 por una alianza entre Q Entertainment y Phantagram. Q Enterteinment es una deasarrolladora japonesa más conocida por las series de Lumines y Meteos. Phantagram es una empresa sudcoreana, conocido por ser los creadores de la serie Kingdom Under Fire. El aclamado diseñador de videojuegos Tetsuya Mizuguchi sirvió como el productor al juego.
El juego fue lanzado en Japón el 20 de abril de 2006, en América el 15 de agosto de 2006 y en Europa el 25 de agosto de 2006.
Una demo de Ninety-Nine Nights fue lanzado en un DVD-ROM como un bonus en la preventa del juego pero solamente en Japón, y el 28 de julio de 2006, fue lanzado en el Bazar Xbox Live. El demo es gratis y está disponible en todas las regiones.
En 2010 apareció su continuación, Ninety-Nine Nights II, también para la consola Xbox 360, aunque desarrollada por Feelplus, pero anteriormente el 2 de noviembre de 2009, Microsoft anunció que Konami sería la encargada de publicar la segunda entrega.
Actualmente la saga Ninety-Nine Nights es una propiedad intelectual registrada por Microsoft desde el año 2006.

## Argumento
En la antigüedad las razas del mundo coexistían en paz gracias al Orbe, que unificaba todo. Pero cuando un extraño poder divide el Orbe entre la luz y la oscuridad crea una guerra entre dos razas, los humanos y los goblins.

## Trasfondo

### El Rey de las Noventa y Nueve Noches
El orbe creó la misma tierra, mas la prosperidad que esto hizo posible no fue precisamente eterna. Un ancestral demonio de las tinieblas volvió a la vida, y el mundo quedó sumido en una lóbrega y eterna noche. El demonio asoló la faz de la tierra con un clan tenebroso, sumiendo a la población en un terror constante. El guardián del Orbe y sus discípulos no tardaron en alzarse en armas contra tal amenaza. Estos héroes lograron, uniendo sus fuerzas, devolver la luz al mundo. Su victoria se produjo exactamente en el céntesimo día tras la resurrección del demonio ancestral, que desde aquel día sería conocido como el Rey de las Noventa y Nueve Noches

### El origen de los Orbes duales
En aquel centésimo día la oscuridad fue barrida y el mundo quedó de nuevo bendecido con el poder del Orbe. Pero este periodo de paz no había de durar. Un discípulo goblin del guardián vio surgir llamas del altar del Orbe, y lo que encontró a continuación daría paso a una era de caos: su maestro asesinado y un segundo discípulo, un humano, huyendo con un pedazo fluorescente del Orbe(el de la Luz) entre las manos. El goblin se adentró en las llamas del altar y rescató la mitad restante del Orbe, el de la oscuridad, tras lo que juró vengarse de la raza humana.

### La Guerra del Cisma
La guerra por los dos orbes, que enfrentó a humanos y goblins, duró varias generaciones. Este conflicto, que más tarde sería llamado la Guerra del Cisma, se inclinó a favor de los humanos y su Orbe de la Luz cuando los elfos decidieron prestarles su poder. Los goblins y el Orbe de la Oscuridad tuvieron que retirarse al velado del Bosque de los Perdidos. Los humanos se alzaron victoriosos, y su triunfo marcó el comienzo del calendario Mannaz de una próspera época para ellos.

### La Guerra sin nombre
Pasó el tiempo y el rey goblin, el autoproclamado Amo de la Oscuridad, reagrupó sus fuerzas y declaró la guerra a los humanos, poniendo fin a una era de paz. Aterradas por el regreso de enemigo, las fuerzas de la Luz se sumieron en el caos ante el rumor de que un antiguo Señor de la Oscuridad prestaba su poder al rey goblin. Al final, las huestes reales organizaron un ejército alrededor de los Caballeros del Templo y lanzaron un contraataque. Así comenzó el gran conflicto que enfrentó de nuevo a las dos fuerzas, que sería conocido únicamente como la Guerra sin nombre.

## Razas
|                                | Fuerzas de la Luz                     | Fuerzas de la Oscuridad                                                 |
| ------------------------------ | ------------------------------------- | ----------------------------------------------------------------------- |
| Jefatura                       | Caballeros del templo                 | Rey goblin                                                              |
| Fuerzas de Combate Principales | Unidad Mercenaria de la Ciudad Divina | Goblins (Caballeros Oscuros) y Orcos (Guerreros)                        |
| Aliados                        | Elfos de la Luz (arffs)               | Elfos oscuros (arrphans) y tribus nómadas como: Los Gewgs, Pwucks y Uus |

## Personajes Principales
- Inphy(El ángel de armadura carmesí)

Es una joven de diecisiete años que pertenece a la orden de los Caballeros del templo. Su linaje esta "bendecido con la protección de la luz" hija de un glorioso caballero que fue asesinado por los goblins en la guerra del Cisma, por lo cual Inphy busca venganza. Usa una espada carmesí y utiliza el orbe de la luz. Tiene fe en los Caballeros del templo, confía en la justicia y tiene una gran lealtad a la Doncella de la luz.
Su terquedad es una fina capa que oculta una fragilidad interior: 
La inmensa adoración que siente por su hermanastro mayor, Aspharr.
- Aspharr(El reluctante caballero azul)

Es un Caballero del Templo de diecinueve años. Utiliza el Orbe de la luz y una lanza larga. Hermanastro mayor de Inphy y amigo de la infancia de Ectvarr, la Doncella de la luz. A pesar de ser muy joven es sensato y reflexivo que busca justicia. No le gustan los conflictos prefiere no dar órdenes. Tiene problemas para definir la justicia como una mera motivación política humana.
- Myifee(El hombre de oculta nobleza)

Es un mercenario de treinta y dos años que utiliza el Orbe del fuego. Es un guerrero que siempre da lo máximo, ya sea en la batalla o en la taberna. Nació en una familia de astutos abogados y políticos. Fue Caballero del templo pero lo dejó para convertirse en soldado independiente al darse cuenta de que el ejército estaba dispuesto a abandonar al pueblo a su suerte.
- Tyurru(Una hechicera y amiga de duendes acuáticos)

Tiene doce años y pertenece a la Academia de hechicería de la Ciudad Divina, controla el Orbe de agua. El viejo y gran mago Mylarrvaryss encontró a la recién nacida Tyurru a los pies de un antiguo árbol, y al carecer de familia propia, la crio con amor. Accede a una magia temible con su bastón en forma de llave y lucha de un extraño ser de quien es amiga. Es un prodigio en la hechicería, pero en el fondo no es más que una niña. Ansía ver el mundo exterior, pues nunca ha jugado con niños de su casa ni se ha alejado demasiado de su casa.
- Klarrann(El hombre espiritual)

Tiene treinta años y sirve al Santuario de Arrphathoss, su físico increíble le permite blandir en la lucha un bastón como si fuera una gran maza y además utiliza el Orbe de alma. Antes fue un criminal que llegó a actuar en contra de la iglesia y sus sirvientes. Un fatídico día casi asesinó al sacerdote que trató de impedirle que robara el cepillo, el sacerdote lo amonestó y comprendió que llevaba un camino equivocado. Cree que sus circunstancias son una prueba de fe por parte de los espíritus. Él es testigo de todos los dramas que se desarrollan en Ninety-Nine Nights.
- Dwingvatt(El vengativo guerrero goblin)

Reside en la fortaleza Wyandeek, utiliza el Orbe de elementos eólicos. Nació con una piel pálida, como la de los humanos lo cual lamenta al ser diferente a sus congéneres. Tenía a su hermano mayor Dwinga a quien consideraba un goblin modelo. Un día los goblins sufrieron un ataque sorpresa de los Caballeros del templo y Dwinga murió a manos de una guerrera de armadura roja. Movido por la venganza y armando con sus espadas dobles intenta vengar a su hermano.
- Vigk Vagk(El trol amigable)

Capturado por Orcos y obligado a servir a los Goblins, utiliza el orbe de elementos de la tierra, siempre fue tranquilo pero al llegar a la batalla se vuelve completamente agresivo. Se hace amigo de un Goblin, Dwinkle, el cual le inspira para pelear.

## Personajes Secundarios

### Fuerzas de la Luz
- Ectvarr

La doncella de la Luz y una de las protectoras de este Orbe. Es la princesa de la Ciudad Divina de Varrfarrin y amiga de la niñez de Aspharr.
- Grorgann

Un caballero veterano. Uno de los vicecomandantes de los caballeros del Templo. Fue la mano derecha del Padre de Inphyy y Aspharr, y ahora su único propósito es proteger la vida de los hermanos
- Badokk

Al igual que Gorgann, es un vicecomandante de los Caballeros del Templo. Como uno de los líderes de la unidad mercenaria de la Ciudad Divina, porta una alabarda mientras cumple su juramento de protección.
- Heppe

Miembro de los Caballeros del Templo con sólo veinte años. Es uno de los mejores amigos de Aspharr y ayuda en cuanto puede a Inphyy, a la que adora.
- TeaTea

Durante su época como ladrón en el Bastión de Vargannd sucedió algo que lo hizo unirse a la unidad mercenaria de la Ciudad Divina. Es hijo del Castellano de Varrvazarr.
- Epharr

Una hermosa guerrera de espada larga con carácter extremadamente distante. Pertenece a la unidad mercenaria de la Ciudad Divina y muestra una ferocidad alarmante al lucar contra orcos, ya que éstos la torturaban y la tenían como prisionero, hasta que escapó.
- Mylarrvaryss

Poderoso hechicero y tutor de Tyurru. Maestro de la magia elemental del fuego. Apodado "Viejo Myla" por Tyurru. Muere en las Planicies Folya a manos de Yesperratt.
- Yesperratt

Una cautivadora hechicera que manipula la magia de la tierra, discípulo de Mylarrvaryss, el cual le pide que actúe como ayudante de Tyurru.
- Syumerrt

El caudillo de los arffs (una tribu élfica). Parece joven pero no se sabe su verdadera edad. Representa a los elfos en combate. Suele ser muy estoico, pero si se le irrita puede mostrar su verdadera debilidad.
- Vydenn

Castellano de Varrvazarr, una fortaleza periférica. Es un hombre digno, respetado y muy orgulloso. Está a cargo de la estricta educación de los hijos de la Casa de Varrvazarr.

### Fuerzas de la Oscuridad
- Dwikfarrio

El rey que ha unido a los Goblins y ha declarado la venganza contra la humanidad. Ha unido a las tribus goblins y orcas y ha firmado pactos con elfos oscuros y los clanes nómadas.
- Leuu

Los orcos se dividen en dos grupos: los Waw-Raw y los Ree-Waw-Raw. Leuu es un caudillo de los primeros, una tribu belicosa cuya capacidad militar excede con mucho la de los goblins. Sin embargo, su limitada inteligencia y su eterna lucha interna los mantiene sorprendentemente contentos con su servidumbre a los goblins.
- Ppakk III

El rey de los Pwucks, moradores de la periferia. Con su religión, lengua y costumbres propias, los pwucks han logrado mantener la independencia, pero en este conflicto libran una guerra de guerrillas para lograr sus propios fines.
- Pyurrot

Una elfa oscura cuyas tribu se conoce como los arphanns. Es mejor mantener el secreto su papel en la historia.
- Rey Gyagarr

Rey de las tribu de los lagartos de la periferia conocidos como gewgs. Ocupa su puesto en la cima de la pirámide gubernamental y es visto nada menos que como "Soberano del desierto".
- Rey de las Noventa y Nueve Noches

La leyenda dice que antaño se sembró el caos en el mundo, pero permanece tras un velo de misterio.

## Recepción y crítica
- El juego fue criticado por la poca dificultad que ofrece.
- Las secuencias de lucha en las misiones de cada personaje hace repetitivo el estilo de pelea, y por consiguiente, el juego.